# Ořezové značky

(4) označuje ořezové značky

Ořezové značky (hovorově ořezky, anglicky crop marks) jsou využívány v oblasti tisku. Umisťují se na potiskovaný papír a označují místa, kde má být papír oříznut. Ořezové značky tak slouží jako vodítka ve formě vertikálních a horizontálních čárek. Díky nim lze dosáhnout přesné a konzistentní velikosti výsledných dokumentů. 
Ořezové značky jsou umístěny mimo tiskovou oblast s odsazením typicky 2–3 mm od místa řezu tak, aby nezůstaly na finálním produktu. Některé grafické softwary již umožňují snadné přidání ořezových značek do tiskových dat při exportu z používaného programu. Mohou být použity spolu s pasovacími značkami pro správné překrytí barev při ofsetovém tisku a s barevnými paletami pro kontrolu odstínů a sytosti barev.
Při větších nákladech se řezání papíru dnes již obvykle provádí pomocí elektrických stohových řezaček, které jsou v tiskařské praxi rozšířené především pro svou přesnost a rychlost, jelikož umožňují hromadný ořez. Ruční řezačky či nože jsou také možností, jedná se ovšem o méně přesnou a časově náročnější variantu.
S ořezovými značkami je možné se setkat například při zpracováváním knižních bloků, reklamních tiskovin, plakátů, vizitek apod.